# 花城琳斗
花城 琳斗（はなしろ りんと、2005年9月12日 - ）は、沖縄県沖縄市出身のサッカー選手。ポジションはMF。

## クラブ歴
JFAアカデミー福島U-15、U-18に在籍した。2023年3月の欧州遠征でVfBシュトゥットガルトと対戦した際に2得点2アシストを記録し、同クラブから興味を持たれた。
同年11月23日に翌年1月からVfBシュトゥットガルトへの加入内定が発表された。加入後はレギオナルリーガ・ズュートヴェストに所属するセカンドチームに割り当てられ、3月3日の同リーグ戦で途中出場し、選手初出場を記録した。同シーズン末にクラブはドリッテ・リーガに昇格した。2024年8月3日の第1節で途中出場し、全国リーグ初出場を記録した。
出場機会を求めてVfBシュトゥットガルトIIを退団。2025年7月2日、アイントラハト・フランクフルトIIに加入。同チームでコーチを務める長谷部誠の元で経験を積んでいくことになった。

## 代表歴
- U-17日本代表
  - クロアチア（2022年9月）[7]
  - クロアチア（2022年11月）[8]

- U-18日本代表
  - スペイン遠征（2023年11月）[9]
  - IBARAKI Next Generation Cup（2023年12月）[10]

- U-19日本代表
  - ヨルダン遠征（2024年3月）[11]